# Giải quần vợt Istanbul Mở rộng
Istanbul Open (được hiểu như là TEB BNP Paribas Istanbul Open đối với mục địch tài trợ) là giải quần vợt nam chuyên nghiệp của ATP Tour được tổ chức ở thành phổ Thổ Nhi Kỳ thuộc Istanbul. Từ 2015, nó là 1 phần của ATP 250. Giải đấu sẽ chơi ở mặt sân đất nện. This is the first Turkish ATP World Tour event.
Giải đấu khai mạc được tổ chức vào ngày 27 tháng 4 đến ngày 3 tháng 5 năm 2015 tại "Koza World of Sports" facility, Được quảng bá là học viện quần vợt lớn nhất trên thế giới. Sân trung tâm có mái có thể thu vào và sẽ cung cấp chỗ ngồi cho 7.500 người. Hai sân thi đấu khác làm bằng đất nện nâng lên chỗ ngồi lên đến 9.500.

## Kết quả

### Đơn
| Năm  | Nhà vô địch       | Á quân          | Tỷ số                   |
| ---- | ----------------- | --------------- | ----------------------- |
| 2015 | Roger Federer     | Pablo Cuevas    | 6–3, 7–6(13–11)         |
| 2016 | Diego Schwartzman | Grigor Dimitrov | 6–7(5–7), 7–6(7–4), 6–0 |
| 2017 | Marin Čilić       | Milos Raonic    | 7–6(7–3), 6–3           |

### Đôi
| Năm  | Nhà vô địch              | Á quân                           | Kết quả          |
| ---- | ------------------------ | -------------------------------- | ---------------- |
| 2015 | Radu Albot Dušan Lajović | Robert Lindstedt Jürgen Melzer   | 6–4, 7–6(7–2)    |
| 2016 | Flavio Cipolla Dudi Sela | Andrés Molteni Diego Schwartzman | 6–3, 5–7, [10–7] |
| 2017 | Roman Jebavý Jiří Veselý | Tuna Altuna Alessandro Motti     | 6–0, 6–0         |

## Liên kểt ngoài
- Official tournament website
- Association of Tennis Professionals (ATP) tournament profile